# Louis Geyer (Footballspieler)
Louis Benedikt Geyer (* 18. August 2001 in Ludwigsburg) ist ein deutscher American-Football-Spieler auf der Position des Wide Receivers. In der Saison 2023 steht er bei der Stuttgart Surge in der European League of Football (ELF) unter Vertrag.

## Werdegang
Jugend
Geyer begann im Alter von fünf Jahren beim TV Aldingen mit dem Fußball, ehe er 2015 zum American Football in die U15-Mannschaft der Ludwigsburg Bulldogs wechselte. Mit den Bulldogs wurde er in seiner Altersklasse baden-württembergischer Vizemeister. In der darauffolgenden Saison ging Geyer für die Jugend der Stuttgart Scorpions an den Start und gewann mit ihnen den U16-Landesmeistertitel in Baden-Württemberg. Darüber hinaus wurde er in den U15-Auswahlkader Baden-Württembergs berufen. 2017 debütierte Geyer in der GFL Juniors, der höchsten Spielklasse für Junioren in Deutschland. Dort konnte sich der Wide Receiver früh als Stammspieler etablieren. Zudem wurde er in den U17-Auswahlkader Baden-Württembergs berufen, mit dem er beim Länderturnier den zweiten Rang einnahm. Im folgenden Jahr erreichte die U17-Auswahl der Baden-Württemberger Lions erneut das Finale im Länderturnier, das dieses Mal mit Hilfe zweier Touchdowns Geyers gegen die Nordrhein-Westfalen Green Machine gewonnen werden konnte. Auch bei den Scorpions verlief die Saison 2018 individuell mit insgesamt 14 Touchdowns sowie im Team mit dem Südmeistertitel und dem Einzug in die Playoffs erfolgreich. Im Jahr 2019 nahm Geyer unter anderem gemeinsam mit Marcel Dabo an der Dreamchasers Tour der Plattform PPI Recruits teil und besuchte dabei mehrere Scouting Camps an Colleges in den Vereinigten Staaten.
Herren
2020 trainierte Geyer bereits mit dem Herrenteam der Stuttgart Scorpions mit, doch kam er aufgrund der pandemiebedingten Absage der GFL-Saison 2020 zu keinem Pflichtspieleinsatz. Zur historisch ersten Saison der European League of Football 2021 wurde Geyer von der Stuttgart Surge unter Cheftrainer Martin Hanselmann verpflichtet. Geyer kam als Stammspieler in allen Spielen zum Einsatz und war nach Verletzungsausfällen zwischenzeitlich die primäre Anspielstation des Quarterbacks Aaron Ellis. Bereits am ersten Spieltag gegen die Barcelona Dragons in Reus fing Geyer seinen ersten Touchdown in der ELF. Gemeinsam mit der Surge verpasste er bei einer Siegesbilanz von 2-8 die Playoffs deutlich. Nach der Saison wurde Geyer als Rookie des Jahres ausgezeichnet.
Am 21. Februar 2022 gaben die Cologne Centurions die Verpflichtung Geyers für die ELF-Saison 2022 bekannt. Bei den Centurions etablierte sich Geyer hinter dem US-Amerikaner Quinten Pounds als zweitbeliebteste Anspielstation von Quarterback Jan Weinreich. Geyer schloss die Saison mit 687 Receiving Yards und neun Touchdowns sowie mit den Centurions auf dem vorletzten Platz in der Southern Conference ab.
Zur Saison 2023 kehrte Geyer zur Stuttgart Surge zurück.

## Statistiken
| Jahr                                   | Team               | Spiele | Receiving | Receiving | Receiving | Receiving | Receiving |
| Jahr                                   | Team               | Spiele | Rec       | Yds       | Avg       | TD        | Lng       |
| -------------------------------------- | ------------------ | ------ | --------- | --------- | --------- | --------- | --------- |
| European League of Football            |                    |        |           |           |           |           |           |
| 2021                                   | Stuttgart Surge    | 10     | 22        | 0450      | 20,5      | 03        | 45        |
| 2022                                   | Cologne Centurions | 12     | 47        | 0687      | 14,6      | 09        | 79        |
| 2023                                   | Stuttgart Surge    | 12     | 47        | 0863      | 18,4      | 07        | 78        |
| ELF Gesamt                             | ELF Gesamt         | 34     | 116       | 1999      | 17,2      | 19        | 79        |
| Quellen: stats.europeanleague.football |                    |        |           |           |           |           |           |

## Privates
Geyer studierte an der Eberhard Karls Universität Tübingen Sportwissenschaft und Englisch im Bachelor.